# Komarovia
 (juin 2025).
Si vous disposez d'ouvrages ou d'articles de référence ou si vous connaissez des sites web de qualité traitant du thème abordé ici, merci de compléter l'article en donnant les références utiles à sa vérifiabilité et en les liant à la section « Notes et références ».
 (juin 2025).
Genre
Komarovia est un genre de plantes à fleurs de la famille des Apiaceae. C'est le genre type de la tribu des Komarovieae.

## Liste des espèces
- Komarovia anisoptera Korovin
- Komarovia anisosperma Korovin